# Trinucleoidea
A Trinucleoidea a háromkaréjú ősrákok (Trilobita) osztályához és az Asaphida rendjéhez tartozó öregcsalád.

## Rendszerezés
Az öregcsaládba az alábbi családok tartoznak:
- Alsataspididae
- Dionididae
- Lisaniidae
- Raphiophoridae
- Trinucleidae